# Stadion Todora Diewa w Płowdiwie
Stadion Todora Diewa (bułg. Стадион Тодор Диев) – stadion piłkarski w Płowdiwie, w Bułgarii. Został otwarty 23 maja 1926 roku. Może pomieścić 5000 widzów. Swoje spotkania rozgrywają na nim piłkarze klubu Spartak Płowdiw.
20 października 1925 roku decyzją władz miasta Płowdiw przyznany został klubowi Botew teren pod budowę własnego boiska. Obiekt był gotowy już rok później, pierwszy mecz rozegrano na nim 23 maja 1926 roku. W 1949 roku decyzją władz stadion został przekazany klubowi Spartak (Botew Płowdiw rozgrywał odtąd swoje spotkania na innych obiektach, aż do 1961 roku kiedy to oddano do użytku nowy stadion klubu). W latach 1984–1986 stadion został zmodernizowany. W 1999 roku nadano mu imię Todora Diewa. W latach 1994–1995 od strony wschodniej i południowej dostawiono stalowe trybuny, ale na początku XXI wieku zostały one zlikwidowane.